# Borenich Péter
Borenich Péter (Zirc, 1940. május 4. – 2024. december 8. vagy előtte) Aranytoll-díjas magyar újságíró, dramaturg, rádióbemondó, szerkesztő-riporter, író.

## Élete
Szülei Borenich Kálmán és Scherer Mária.
1958-ban érettségizett a veszprémi Lovassy László Gimnáziumban.
1957 elején a kádári politikai rendőrség kétszer is letartóztatta a népi demokratikus rend elleni szervezkedés és izgatás bűntettének gyanújával. Végül is vádat nem emeltek ellene, viszont közölték, hogy hiába akar egyetemre menni, büntetésül nem tanulhat tovább. Ennek ellenére érettségi után többször is megpróbált felvételizni különböző egyetemekre, de helyhiányra való hivatkozással mindig elutasították kérelmét.
1958-tól 1964-ig gyári munkás volt a Beloiannisz Híradástechnikai Gyárban. Közben műszerész szakképesítést szerzett.
1964–2007 között a Magyar Rádió munkatársa volt. Először bemondó, majd több száz dokumentumműsor dramaturgja. Ezenkívül szerző és riporter.
Az 1964–65-ös tanévben a Színház- és Filmművészeti Főiskola vendéghallgatója volt, rendezői szakon.
1967-ben újságíró diplomát szerzett.
1967–73 között az Eötvös Loránd Tudományegyetem hallgatója volt. Itt diplomázott történelem–népművelés szakon.
A Magyar Televízió több műsorának volt riporter-műsorvezetője. A rendszerváltás Magyarországon idején a 168 Óra is alkalmazta.
1992-től 1996-ig a Magyar Rádió Közalkalmazotti Tanácsának elnöke. A médiatörvény életbelépése után a Magyar Rádió Üzemi Tanácsának vezetője lett, de dolgozott a Magyar Újságírók Országos Szövetsége elnökségében és Érdekvédelmi Bizottságában is.
Az ezredfordulón tanított a Szegedi Tudományegyetem kommunikációs szakán.
2007-ben nyugalomba vonult. Tényfeltáró blogot vezetett az interneten.

## Művei
- Miért tettem? (dokumentumdráma, 1974)
- Párbeszéd egy boldog asszonnyal (hangjátékok, beszélgetések, novellák, 1976)
- Hungária expressz (1979)
- Pesti történet (dokumentumdráma, bemutató: 1980)
- Helybenjárás (TV-film, 1980)
- Csak a labdán van bőr. A totóbotrány igazi háttere (könyv, 1983)
- Doppingbotrány (1988)
- A Nagy Imre-per tanácsvezető bírája voltam (1989)
- Mi már akkor is tudtuk (1989)
- A játszma (1990)
- A blokád (1991)
- Bosszú Gyömrőn (1992)
- Zsarolás vagy alku (1992)
- A Kádár-villa titka (1993)
- Rómeó és Rómeó (1994)
- Az átvilágító átvilágítása (1994)
- Tiborc és a gyűlölet (1995)
- Apám a király (1996)
- Hat évre ítéltek tévedésből (1997)
- Hadiállapot I-III. (1999)
- Először a lélek hal meg (2001, angolul és franciául is)
- My friends informed on me. A radio documentary (Besúgtak a barátaim); Hungarian Radio Arts Department. Bp., 2001
- Prisoner at Kistarcsa. A radio documentary (Kistarcsa fogságában); angolra ford. Judith Sollosy; Hungarian Radio, Bp., 2001

## Díjai, elismerései
- Prix Italia nagydíj (1975)
- rádiós kritikusok díja (1978)
- Új magyar hangjátékért díj (1987–1989, 1991, 1996–1997, 1999)
- Cserés Miklós-díj (1994)
- Toleranciadíj (1996, 1997, 1999)
- Aranytoll (2006)